# Pour être libre (album)
Albums de Lââm
Lââm
(2004) Le sang chaud
(2006)
Singles
1. Petite Sœur
Sortie : 15 août 2005
2. Pour être libre
Sortie : 17 février 2006

Pour être libre est un album studio de la chanteuse française Lââm sorti le 26 septembre 2005 sur le label Heben Music.
C'était une réédition de son album de 2004 Lââm avec trois chansons inédites : Petite Sœur, Pour être libre et Elle est toujours là. (Les chansons qui ont été exclues étaient Jouer et Les reflets de mon âme. L'ordre des pistes était également différent.)
Petite Sœur est sortie en single le 15 août 2005 (six semaines avant la sortie de l'album), et Pour être libre est sortie en single le 17 février 2006.

## Accueil
En France, l'album débute à la 50e place (dans le classement pour la semaine du 1er octobre 2005). En mars de l'année suivante, il atteint sa meilleure position qui est la 15e.

## Liste des chansons
| 1.  | Je ne suis pas d'ici                                                   | 3:44 |
| 2.  | Pour être libre                                                        | 3:52 |
| 3.  | Petite sœur                                                            | 3:48 |
| 4.  | On se ressemble                                                        | 4:05 |
| 5.  | Enfants du monde                                                       | 3:10 |
| 6.  | Elle est toujours là                                                   | 3:51 |
| 7.  | Problème d'identité                                                    | 4:04 |
| 8.  | Si les femmes menaient le monde                                        | 4:52 |
| 9.  | Breathe In Breathe Out (L'amour reviendra) (with Lisa Stansfield)      | 4:22 |
| 10. | Fais de moi ce que tu veux                                             | 5:18 |
| 11. | Ce n'est que pour toi                                                  | 4:41 |
| 12. | Tu es d'un chemin                                                      | 3:24 |
| 13. | On pardonne                                                            | 4:24 |
| 14. | Ce qui nous manque de toi (feat. Jean-Jacques Goldman & Michael Jones) | 3:49 |
| 15. | Interlude                                                              | 0:42 |
| 16. | Les fous du volant (feat. Princess Anies)                              | 4:13 |
| 17. | On m'appelle Lââm                                                      | 3:26 |
| 18. | Love's in the House Tonight (bonus)                                    | 4:56 |

## Classements
| Classement (2005-2006) | Meilleure position |
| ---------------------- | ------------------ |
| France (SNEP)          | 15                 |